# ベネリ M4 スーペル90

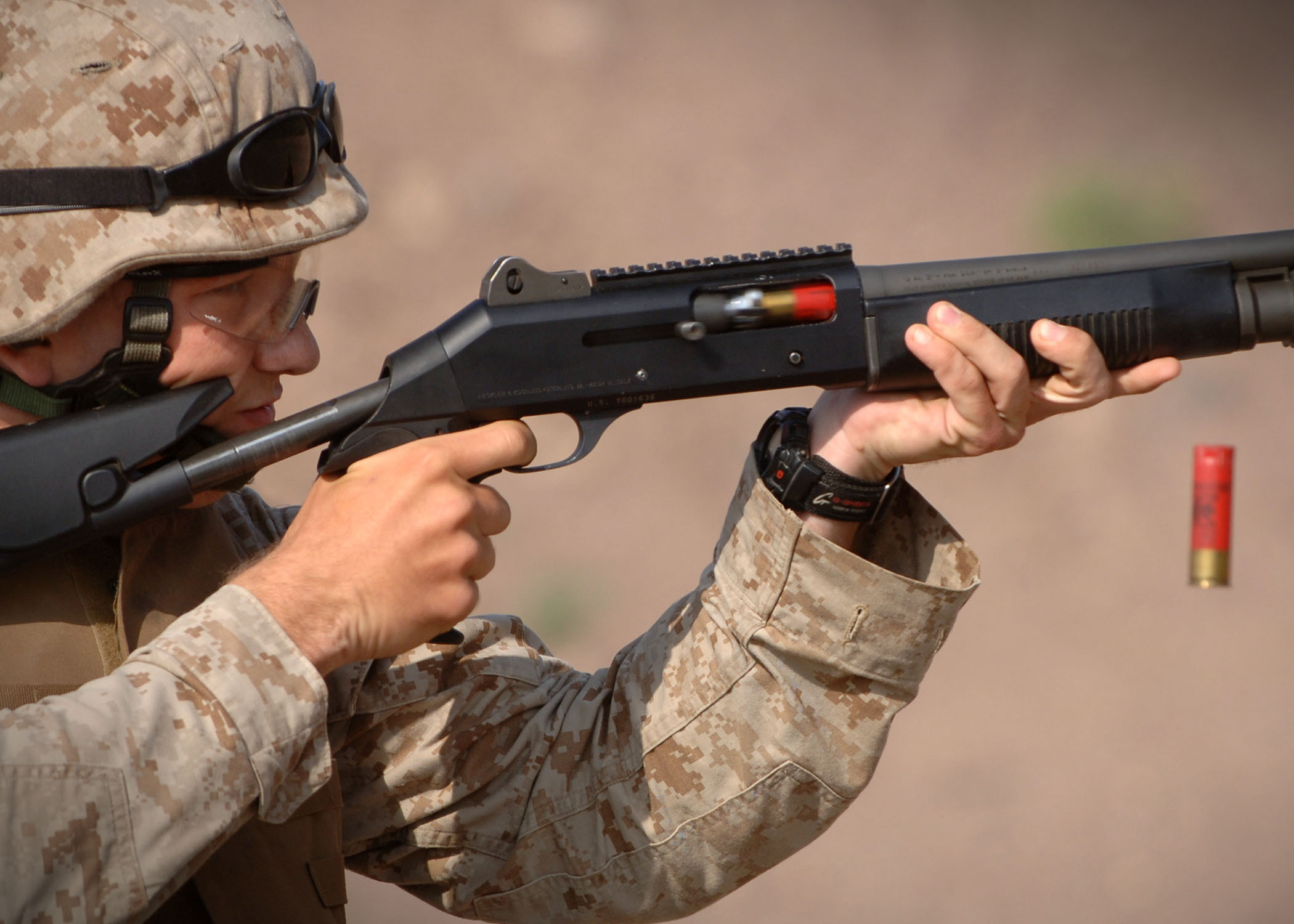
2006年、ジブチのアルタ州でM1014の射撃訓練を行うアメリカ海兵隊員

ベネリ M4 スーペル90（Benelli M4 Super 90）は、イタリアのベネリ社製の散弾銃。

## 概要
1998年5月4日に、12ゲージの弾薬を使用する軍用セミオートマチック散弾銃をアメリカ軍が求め、これにベネリが応じて5丁の試作品を8月4日に提供した。競合する他の散弾銃を抑え、1999年にM1014として採用され、初期の2万丁がアメリカ海兵隊に同年供給された。
日本でもチューブ式マガジンで、なおかつ装弾数3発以内等の法律に則った仕様のものに限り、猟銃として所持出来る。なお、独立型のピストルグリップに関しては、法律で禁止されているわけではないため公安委員会の許可が下りれば所持が可能であるが、公安委員会は独立型ピストルグリップの銃には許可を出しにくい傾向がある。

## 特徴
作動方式は、M3までの反動利用式（イナーシャシステム）からガス圧利用式A.R.G.O.システム（Auto Regulating Gas Operated-System：ガス圧自動調節システム）へと大きく変化している。これは、2本のステンレス製ガスピストンをチェンバーのすぐ前方に、そのガスピストンの前方に2つのスプリングであるガスプラグを備える方式で、メーカー毎に異なる弾薬の長さや装薬の量に応じて安定した作動を実現できる。ただし、非殺傷用などの低威力の弾薬を使用する際にはボルトを手動で作動させる必要がある。装弾数は2.75インチショットシェルなら7発、3インチショットシェルなら6発となっている。
複雑な機構のイナーシャシステムを使用していたM3以前のモデルより、部品点数は少なくなった。また、イナーシャシステムでの、反動をきっちり受け止めないと作動しないという作動の確実性の低さという弱点（反動利用式の拳銃などにも共通の弱点である）も回避した。これに加え、更に部品点数を減らして信頼性を上げ、軽量化のため、ポンプアクション機構も省かれている。また、レシーバートップには拡張性を高めるピカティニーレール、ゴーストリングリアサイトが標準装備されており、ショルダーストックは防弾プレートを内蔵した厚みのあるベストの着用にも対応した伸縮式、もしくは固定式となっている。グリップは通常、独立型のピストルグリップだが、オーソドックスなショルダーストックとの一体型も存在。

## 使用国
- オーストラリア
- イタリア - 特殊介入部隊
- スロベニア - 特殊部隊
- スペイン - 国家警察特殊作戦部隊（GEO）
- アメリカ合衆国 - アメリカ海兵隊・ロサンゼルス市警察
- イギリス - イギリス陸軍
- 台湾 - 中華民国行政院海岸巡防署
- イラク - イラク特殊作戦部隊

## 登場作品

### 映画・テレビドラマ
『エクスペンダブルズ2』
エクスペンダブルズのメンバー、ヘイル・シーザーが、空港での銃撃戦で使用。
『ジョン・ウィック:チャプター2』
主人公、ジョン・ウィックが使用。
『ゾンビランド』
放棄された車に積まれていた武器の1つとして登場。
『ネイビーシールズ: チーム6』
DEVGRUのトレンチが、「海神の槍作戦」の訓練時に使用。
『マイアミ・バイス』
マイアミの潜入捜査官リカルド・ダブス（ジェイミー・フォックス）が主に使用。
『ワールド・ウォーZ』
アメリカ海軍兵士が所持。

### 漫画・アニメ
『亜人』
航空自衛隊入間基地基地警備隊の3尉が使用。
『学園黙示録 HIGHSCHOOL OF THE DEAD』
小室孝が床主東警察署の証拠品保管庫で手に入れたものを使用。
『ヨルムンガンド』
アールが所持。

### ゲーム
『Alliance of Valiant Arms』
「Benelli M1014」という名称で登場。装弾数は6発。課金ガチャにて取得できる。
『ARMA 2』
M1014が登場。
『CRYSIS』
装弾数は8発。スラッグ弾/散弾方式の発射モードを選択可。実際とは異なり、ポンプアクション式。
『Just Cause 2』
「Shotgun」の名称で登場する。パナウ軍兵士が使用するほか、主人公もブラック・マーケットで購入可能。威力は高い。
『Left 4 Dead』
装弾数は10発。ショットガン系の上位武器として登場。
『Left 4 Dead 2』
装弾数は10発。ショットガン系の上位武器として登場。名称は「タクティカルショットガン」で、拡散範囲は大きいが有効射程は短め。
『Paperman』
「M1014 Benelli」という名称で登場。8発装弾可能。
『PlayerUnknown's Battlegrounds』
北欧マップ「Livik」限定武器としてM1014が登場。
『surviv.iο』
「Super 90」の名前で登場する。50vs50の際、赤チームの司令官に支給される。スラッグ弾仕様。
『SWAT 4』
装弾数は5発。
『WarRock』
ゲーム内通貨で購入可能。
『カウンターストライク』
「XM1104」という名称で登場。フルオート可能。
『クロスファイア』
「XM1104」の名称で登場。装弾数は6発。フルオート可能。
『コール オブ デューティシリーズ』
『CoD4』
M1014が登場。キャンペーンモード、マルチプレイモードともに使用可能。マルチプレイでは装弾数は4発。
『CoD:MW2』
スペックは前作同様だが、マルチプレイでは拡張マガジンを使うことで装弾数は6発に増える。
『CoD:MWII』
「Expedite 12」の名称で登場。
『スプリンターセル ブラックリスト』
M1014が登場。条件を満たせば購入可能。
『バーチャコップ3』
装弾数は6発。
『バイオハザードシリーズ』
『バイオハザード（リメイク版）』
『バイオハザード6』
「アサルトショットガン」の名称で登場。
『バトルフィールドシリーズ』
『BF2』
EU工兵で使用可能。
『BF3』
アンロック武器として登場。装弾数は5発だが、拡張マガジンアタッチメントで8発装填可能となる。
『BF4』
M1014が登場。
『マーセナリーズ2 ワールド イン フレームス』
「ショットガン」の名称で登場し、ベネズエラ軍（ソラーノ軍）、P.L.A.V、海賊、ギャングが使用する。
『Fortnite』
タクティカルショットガンという名前で登場し、レア度がエピックまたはレジェンドでのみこの見た目になる。
『レインボーシックス シージ』
FBI SWATに所属するPULSE、THERMITEが使用。
『RUST』
M4ショットガンの名前で登場。